# 34830 Annaquinlan
34830 Annaquinlan este o planetă minoră (asteroid), cu un diametru de 5,354 km, din centura de asteroizi. A fost descoperită pe 19 septembrie 2001 la Experimental Test Site⁠(d) de Lincoln Near-Earth Asteroid Research. 
Obiectul prezintă o orbită caracterizată de o semiaxă mare de 3,156633 UAi, o excentricitate de 0,11, o înclinație de 7,14008 ° în raport cu ecliptica.